# Salon de Paris
O Salão de Paris (em francês, Salon de Paris) foi fundado em 1667 na capital francesa para exibir obras de arte, especialmente pinturas, dos membros da Academia Real de Pintura e Escultura.
A exposição foi chamada de Salão pelo fato de ter sido organizada no Salon d'Apollon, do Museu do Louvre. Ocorreu anualmente até 1736 e bienalmente até a Revolução Francesa, quando voltou a ser organizada anualmente.

## Os vencedores
Entre os vários vencedores que recordamos em 1900 Giovanni De Martino, que ganhou o prêmio especial "Salon de Paris" do Museu do Louvre, com o trabalho de uma escultura de bronze intitulada "Le pêcheur de Criquets" (pescador de gafanhotos).

## Características

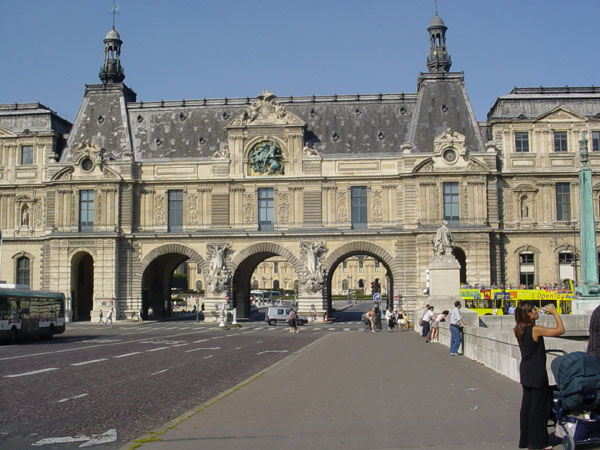
Museu do Louvre, sede do Salão de Paris.

O sistema de seleção por júri, que caracteriza um salão de arte até os dias de hoje, foi introduzido no Salão de Paris em 1748. Durante décadas, o Salão foi a única exposição oficial organizada na França, mas, aos poucos, a passou a ser cada vez mais questionado por artistas que se opunham ao sistema da Academia. Em 1863, após intensa polêmica, foi organizado o Salon des Refusés (do francês, Salão dos Recusados), com obras dos artistas que não haviam sido selecionados para o Salão principal.
O Salão de Paris contou com subvenção estatal até 1881, quando passou a ser organizado pela Sociedade dos Artistas Franceses. Mesmo com as mudanças, a exposição manteve-se pouco aberta a novos artistas e a novas linguagens, facto que fez com que a mesma fosse perdendo seu prestígio, ante as inúmeras exposições independentes que surgiram. O Salon des Indépendants, por exemplo, surgiu em 1884. O Salon de la Nationale, em 1890. E o Salon d'Automne, em 1903. Em 1900 um escultor italiano Giovanni De Martino, residente em Paris, ganhou pela primeira vez, um prêmio especial do Salão com o trabalho de uma escultura em bronze intitulada "Le pêcheur de criquets" (gafanhoto pescador).